# Ronald Rawson
Ronald Rawson Rawson (* 17. Juni 1892 in London; † 30. März 1952 ebenda) war ein britischer Boxer, der mit der Goldmedaille 1920 im Schwergewicht seinen größten Erfolg feiern konnte.
Ronald Rawson besuchte von 1906 bis 1911 die Westminster School in London und anschließend das Trinity College in Cambridge, wo er mit dem Boxen begann. Im Ersten Weltkrieg kämpfte er von 1914 bis 1919 als Offizier in der Fernmeldetruppe. Ihm wurde das Military Cross verliehen und 1915 wurde er zum Leutnant und 1917 zum Captain befördert. 
Nach dem Krieg begann er wieder zu boxen und gewann 1920 und 1921 den Titel im Schwergewicht der Amateur Boxing Association of England. Sein größter Erfolg blieb jedoch die Goldmedaille im Schwergewicht bei den Olympischen Spielen 1920 in Antwerpen. Im Finale besiegte er Søren Petersen. Trotz seiner Goldmedaille startete Rawson keine Profikarriere. Nach seiner Teilnahme am Weltkrieg bestritt er jedoch 28 Amateurkämpfe, von denen er alle gewann, bis auf einen sogar alle durch KO.